# Cis incanus
Cis incanus es una especie de coleóptero de la familia Ciidae.

## Distribución geográfica
Habita en Francia.